# Une saison au Congo
Une saison au Congo est une pièce de théâtre d'Aimé Césaire, écrite en 1966.
Elle met en scène les derniers mois de la vie de Patrice Lumumba dans la période de transition vers l'indépendance du Congo belge marquée par les conflits avec la sécession katangaise, soutenue par les intérêts belges et plus largement occidentaux.
La pièce a été créée en 1967 par Jean-Marie Serreau au Théâtre de l'Est parisien (TEP) puis à la Fenice à Venise.
Mehmet Ulusoy l'a mise en scène au Théâtre national de la Colline en 1989.
En 2013, elle est mise en scène au Théâtre national populaire de Villeurbanne par Christian Schiaretti.